# The Flower of No Man's Land
The Flower of No Man's Land er en amerikansk stumfilm fra 1916 af John H. Collins.

## Medvirkende
- Viola Dana som Echo.
- Duncan McRae som Roy Talbot.
- Harry C. Browne som Bill.
- Mitchell Lewis som Kahoma.
- Fred C. Jones som Pedro.